# Черных, Евгений Николаевич
Евге́ний Никола́евич Черны́х (род. 11 декабря 1935, Москва, СССР) — российский археолог, главный научный сотрудник Института археологии РАН, доктор исторических наук, профессор, член-корреспондент РАН (2006). Один из крупнейших специалистов по древней металлургии; первый исследователь древнего горнометаллургического центра в Каргалах на юге Урала.

## Биография
В 1958 году окончил исторический факультет МГУ им. Ломоносова, где учился у О. Н. Бадера. В бытность студентом вместе с С. Н. Астаховым обследовал палеолитическую стоянку Сунгирь, которая впоследствии обрела всемирную известность.
В конце 1958 года был зачислен лаборантом в Институт истории материальной культуры АН СССР. С 1959 года проходил курс обучения на кафедре металловедения МИСиСа.
В 1963 году защитил кандидатскую диссертацию «К истории металлургии Восточной Европы в эпоху энеолита и ранней бронзы (По материалам спектроаналитических исследований)», в 1972 году — докторскую диссертацию «История металлургии Восточной Европы в позднем бронзовом веке». С 1984 по 2019 год заведовал лабораторией естественнонаучных методов в Институте археологии.
Основные научные интересы: применение методов естественных наук в археологии; древнейшее горно-металлургическое производство на территории Евразии; история производящей экономики; основные закономерности развития и факторы существования древних культур; структура Евразийского мира и закономерности формирования крупных социо-технологических систем.
Археологические и геолого-археологические экспедиции: Монголия, Забайкалье, Средняя Азия, Южный и Средний Урал, Северное Причерноморье, Северный и Южный Кавказ, Восточная Анатолия, Балканы.
Супруга — археолог Наталья Борисовна Черных (1933—2006).

## Избранные сочинения
- История древнейшей металлургии Восточной Европы. М., 1966.
- Черных Е. Н. Металл — человек — время / АН СССР. — М.: Наука, 1972. — 208 с. — (Научно-популярная серия). — 23 000 экз. (обл.)
- Горное дело и металлургия в древнейшей Болгарии. София, 1978.
- Черных Е. Н., Кузьминых С. В. Древняя металлургия Северной Евразии (сейминско-турбинский феномен). М.: Наука, 1989. ISBN 5-02-009434-X
- Chernykh E. Ancient Mining and Metallurgy in the USSR. The Early Metal Age. Cambridge University Press, 1992.
- Исторический процесс: циклы развития мировых культур. Учебная программа. М.: Российский открытый университет, 1993.
- Каргалы. Забытый мир. М., 1997.
- Металлургические провинции и радиоутлеродная хронология (совместно с Л. И. Авиловой и Л. Б. Орловской). М., 2000.
- Каргалы. Том I. Составитель и научный редактор Е. Н. Черных. М.: Языки славянской культуры, 2002. 112 стр. ISBN 5-94457-050-4
- Каргалы. Том II. Сост. и науч. ред. Е. Н. Черных. М.: Языки славянской культуры, 2002. 184 стр. ISBN 5-94457-054-7
- Каргалы. Том III. Сост. и науч. ред. Е. Н. Черных. М.: Языки славянской культуры, 2004. 320 стр. ISBN 5-94457-173-X
- Каргалы. Том IV. Сост. и науч. ред. Е. Н. Черных. М.: Языки славянской культуры, 2005. 240 стр. ISBN 5-9551-0079-2
- Каргалы. Том V. Каргалы: феномен и парадоксы развития. М.: Языки славянской культуры, 2007. 200 стр. ISBN 5-9551-0193-4
- Черных Е. Н. Степной пояс Евразии: Феномен кочевых культур. — М.: Рукописные памятники Древней Руси, 2009. — 624 с. — 800 экз. — ISBN 978-5-9551-0290-0. (в пер.)
- Черных Е. Н., Кузьминых С. В. Е. Н. 切尔内赫 С. В. 库兹明内赫 著 欧亚大陆北部古代冶金 （塞伊马图尔宾诺现象 // Древняя металлургия Северной Евразии (сейминско-турбинский феномен). A Series of Studies of Turfan. [Перевод на китайский язык одноимённой книги: М.: Наука, 1989]. Beijing, 2010. 308 p. ISBN 978-7-101007394-2.
- Черных Е. Н. Культуры номадов в мегаструктуре Евразийского мира. — М. : Языки славянской культуры, 2013.

Т. 1. — 368 с. — ISBN 978-5-9551-0674-8.
Т. 2. — 432 с. — ISBN 978-5-9551-0675-5.
- Chernykh E. Nomadic Cultures in the Mega-Structure of the Eurasian Word. Academic Studies Press, Brighton, MA 02135, USA — LRS Publishing House, Moscow. Pp. 696. ISBN 978-1-61811-552-2
- Евразийская металлургическая провинция : [арх. 15 июня 2024] / Черных Е. Н., Кузьминых С. В. (обзор культур) // Динамика атмосферы — Железнодорожный узел. — М. : Большая российская энциклопедия, 2007. — С. 514—516. — (Большая российская энциклопедия : [в 35 т.] / гл. ред. Ю. С. Осипов ; 2004—2017, т. 9). — ISBN 978-5-85270-339-2.
- Черных Е. Н. Каргалы — забытый мир. Оренбург, Изд-во «Оренбургская книга», 2018. 248 с., ил. ISBN 978-5-94529-070-9
- Черных Е. Н. Культуры Хомо: ключевые грани миллионолетней истории. Проблемные очерки. М.: Изд. дом ЯСК, 2019. 432 с. ISBN 978-5-907117-68-6
- Черных Е. Н. Мегаструктура Евразийского мира сквозь призму геологии, археологии, истории. М.:Таус, 2020. 360 с,, илл. ISBN 978-5-906045-21-8
- Chernykh Evgenij N. The Cultures of Homo: Challenging essays about humakind’s multi-million year history. — M.: TAUS, 2021. 400 p. ISBN 978-5-906045-23-2